# Chemin de fer de la Rhune

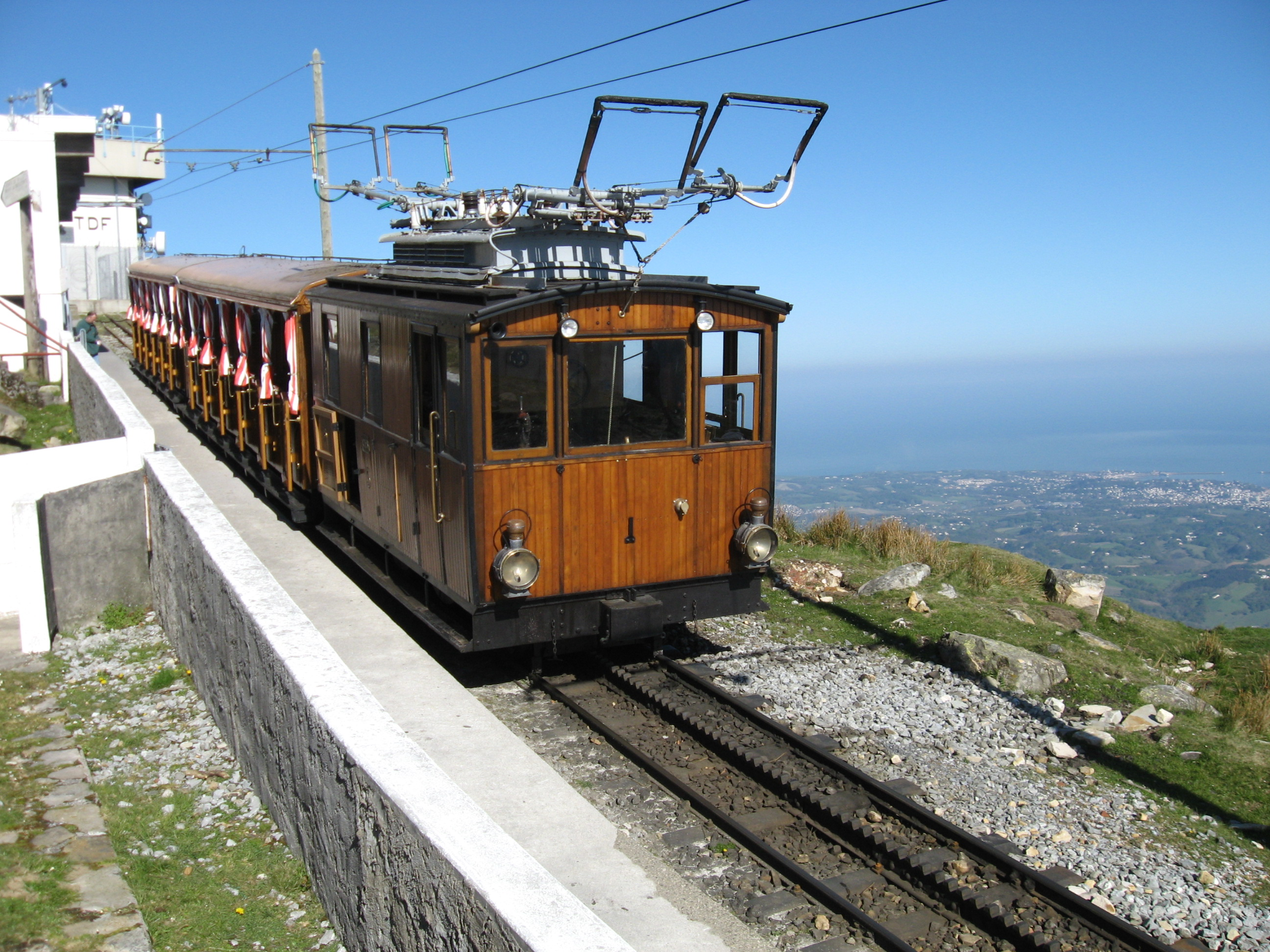
Tåg vid toppstationen, med Atlantkusten i bakgrunden

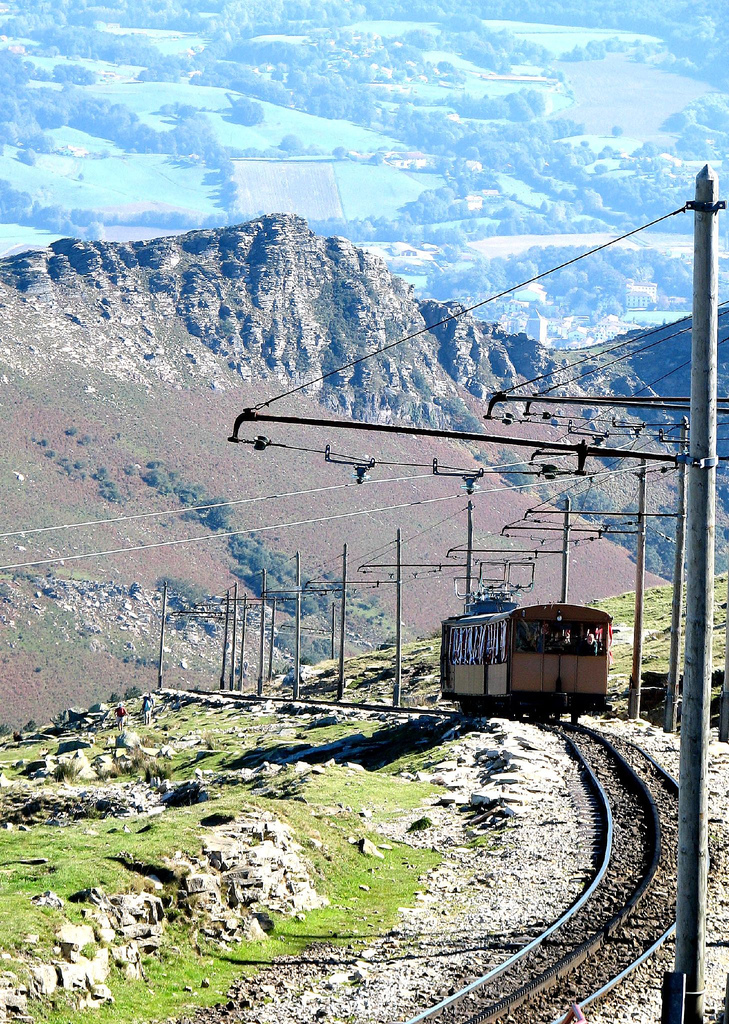
Ett tåg på bergssidan

Chemin de fer de la Rhune, också kallad Petit train de la Rhune är en smalspårig kuggstångsbana med spårvidden 1000 mm i västra delen av Pyrenéerna i Baskien i Frankrike. Den går mellan Col de Saint-Ignace, öster om Saint-Jean-de-Luz, till toppen av berget La Rhune. Bergstoppen ligger på gränsen mellan Frankrike och Spanien, men järnvägen ligger helt och hållet på den franska sidan i departementet Pyrénées-Atlantiques.
Järnvägen stiger 735 meter med högsta lutning på 250 ‰ mellan dalstationen på 169 meters höjd över havet till toppstationen på 905 meters höjd. Den 4,2 kilometer långa sträckan tar 30 minuter med en hastighet på upp till nio kilometer/timme. Trafiken bedrivs mellan mitten av mars och början av november, med 35 minuters mellanrum mellan tågen.
Chemin de fer de la Rhune är en av fyra järnvägar i världen, som fortfarande använder ett system för trefas växelströmsmatning för järnvägar. Två faser tas från två parallella luftledningar via två separerade strömupptagare och en fas tas från spåret. 

## Historik
Tanken på att bygga en järnväg till toppen av La Rhune väcktes 1908. Anläggningsarbetet påbörjades 1912, men avbröts av första världskriget och linjen invigdes först i juni  1924. Befolkningen i den närbelägna byn Sare röstade i en folkomröstning 1978 nej till att bygga en väg till bergstoppen, vilket möjliggjorde att järnvägens drift kunde fortsätta.
Den ursprungliga koncessionen för bygget och för att driva järnvägen till 1982 gavs av departementet till Société Anonyme des Chemins de Fer Basques, som bytte namn 1914 till Voies Ferrées Départementales du Midi. Denna förlängdes till 1994 och övertogs 1989 efter en företagsfusion av Société Hydroélectrique du Midi. Efter koncessionstidens utgång övertog departementet järnvägen. Driften lades 1995–2012 ut till ett dotterbolag till Veolia Transport.  Därefter övertog Établissement public des stations d’altitude (EPSA) driften.

## Fordon
Järnvägen har sex lokomotiv och åtta passagerarvagnar. Under driftssäsongen körs fyra tågsätt. Tågsätten består av ett tvåaxlat ellok som skjuter på två passagerarvagnar uppför berget och bromsar dem nerför. Järnvägen använder fortfarande de fordon, som tillverkades för dem 1924. Alla fordon renoverades grundligt i samband med bytet av koncessionärer 1996. En del av fordonsparken kommer från Chemin de fer de Luchon à Superbagnères, som hade samma typer av fordon och  som lades ned 1966. Tågen har en besättning på två personer: en förare och en bromsare i en bromshytt i en av vagnarna.
Loken tillverkades av Schweizerische Lokomotiv- und Maschinenfabrik, baserade på en konstruktion för ett tvåaxlat trefaslok från 1895 av Brown Boveri. De matas med ström via två uppsättningar dubbla strömupptagare och har icke drivande axlar. De har två trefas asynkronmotorer på 160 hk vardera har ett varvtal på 750 varv/minut och driver två centralt placerade kugghjul via två dubbla växlar. Kugghjulssystemet används både för drivning uppåt och för bromsning nedåt. Lokomotiven är utrustade med två handbromsar, en för vardera kugghjulet. En automatisk motorbroms slår till, när hastigheten överstiger nio km/timme och stoppar då tåget med några få meters bromssträcka. Lokomotiven är inte mekaniskt kopplade till vagnarna.
Passagerarvagnarna tillverkades av företaget Soulé i Bagnères-de-Bigorre (nutida CAF-France). Vagnarna har en fyrhjulsboggi i den övre delen av ramen och enbart en axel i den nedre delen. På varje vagn kan enkelaxeln bromsas för att nödstoppa tåget. Varje vagn har sex kupéer med tio sittplatser i vardera, vilket gör att ett tåg tar 120 passagerare. Vagnssidorna är klädda med fernissat hästkastanjträ från Ardèche och taket av furuträ från Pyrenéerna. På varje vagn kan enkelaxeln bromsas för att nödstoppa tåget.

## Bildgalleri

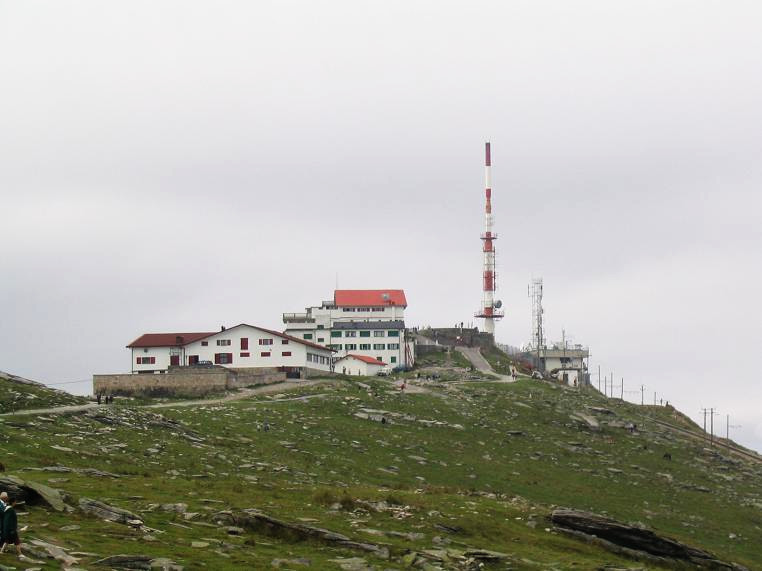
Bergstoppen på La Rhune
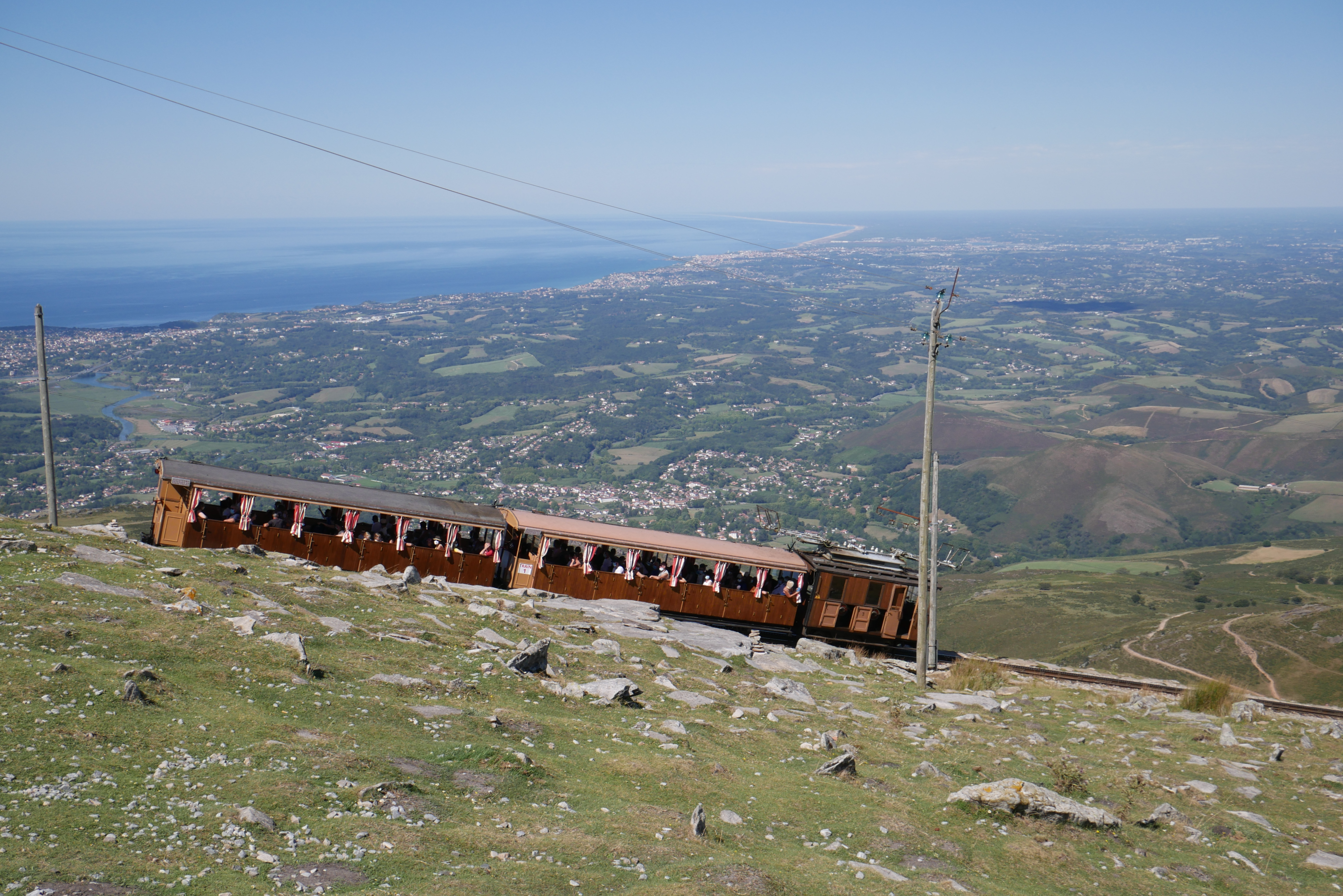
Vy mot Atlanten
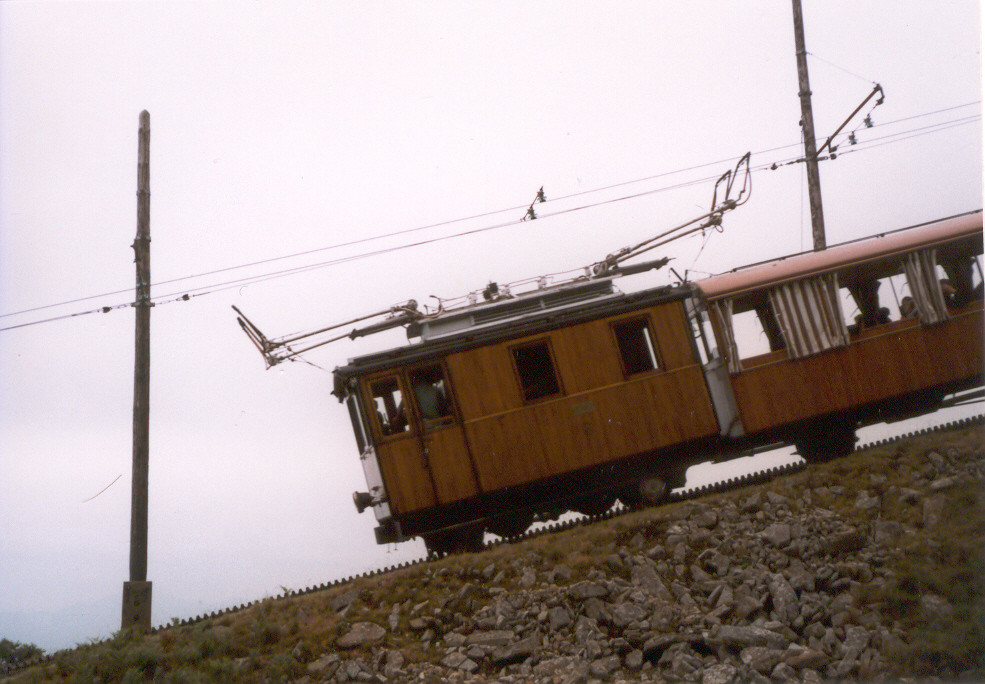
Lutning med det tvåaxlade loket på nedsidan
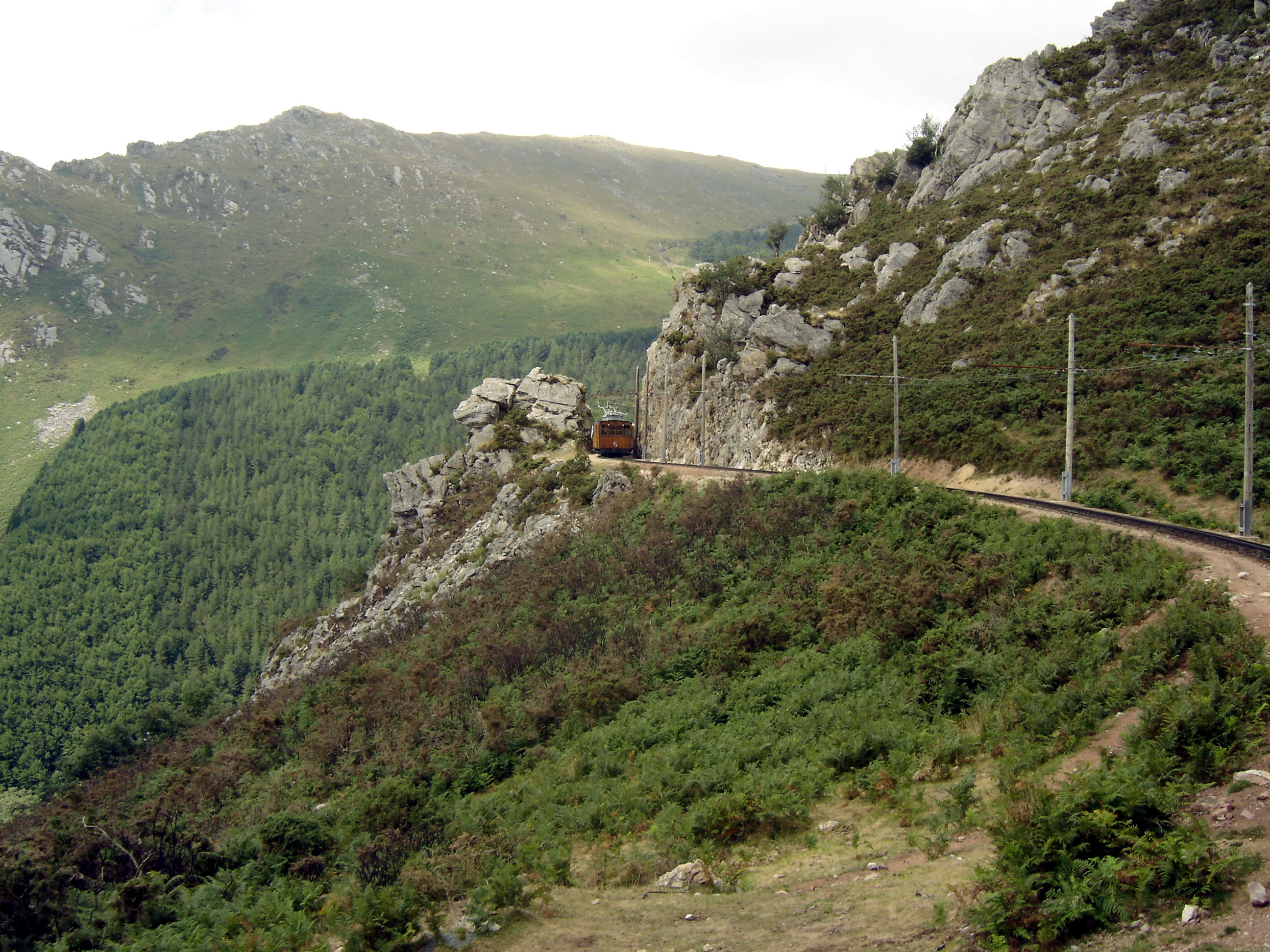
Bergssida med järnvägsspår
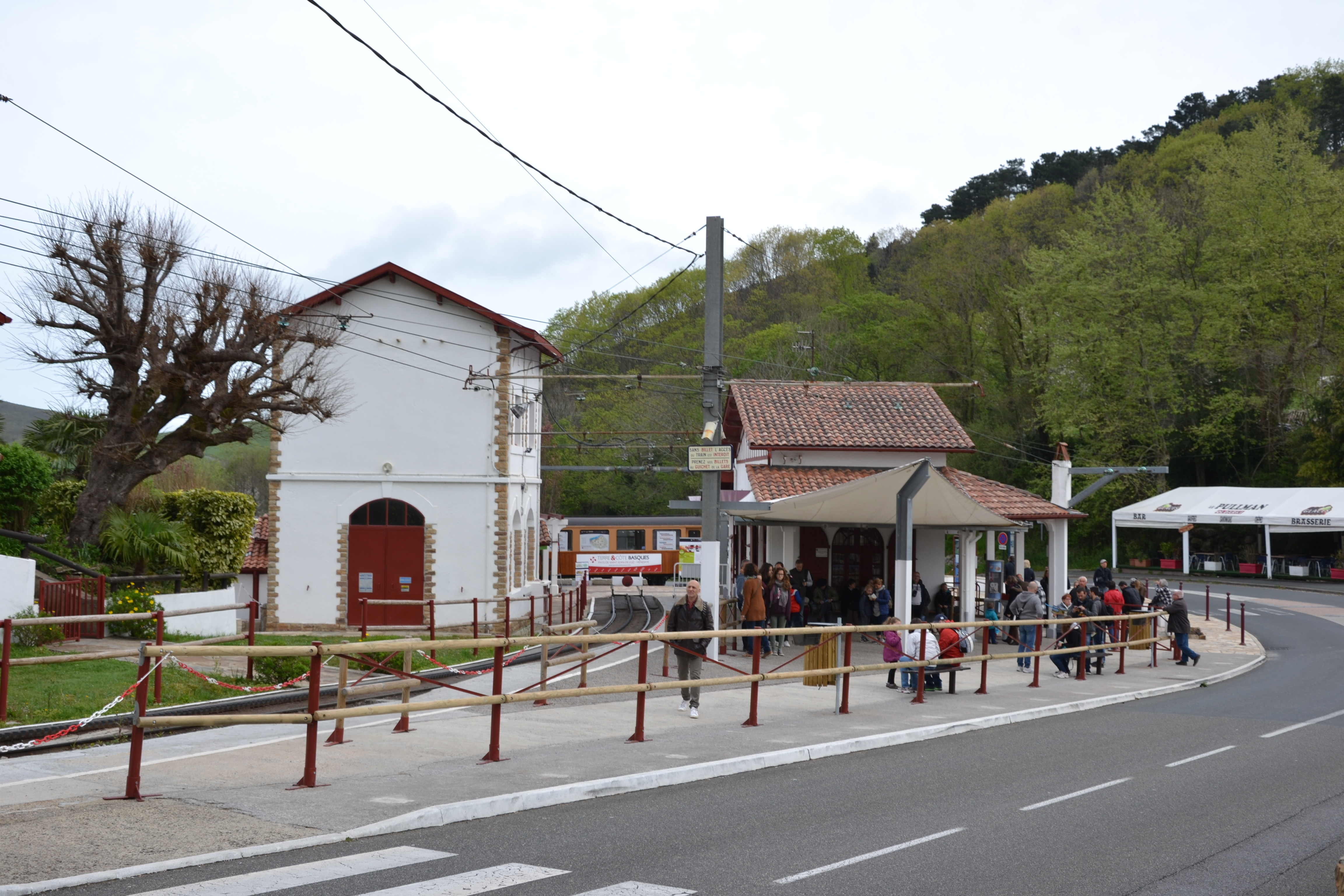
Dalstationen
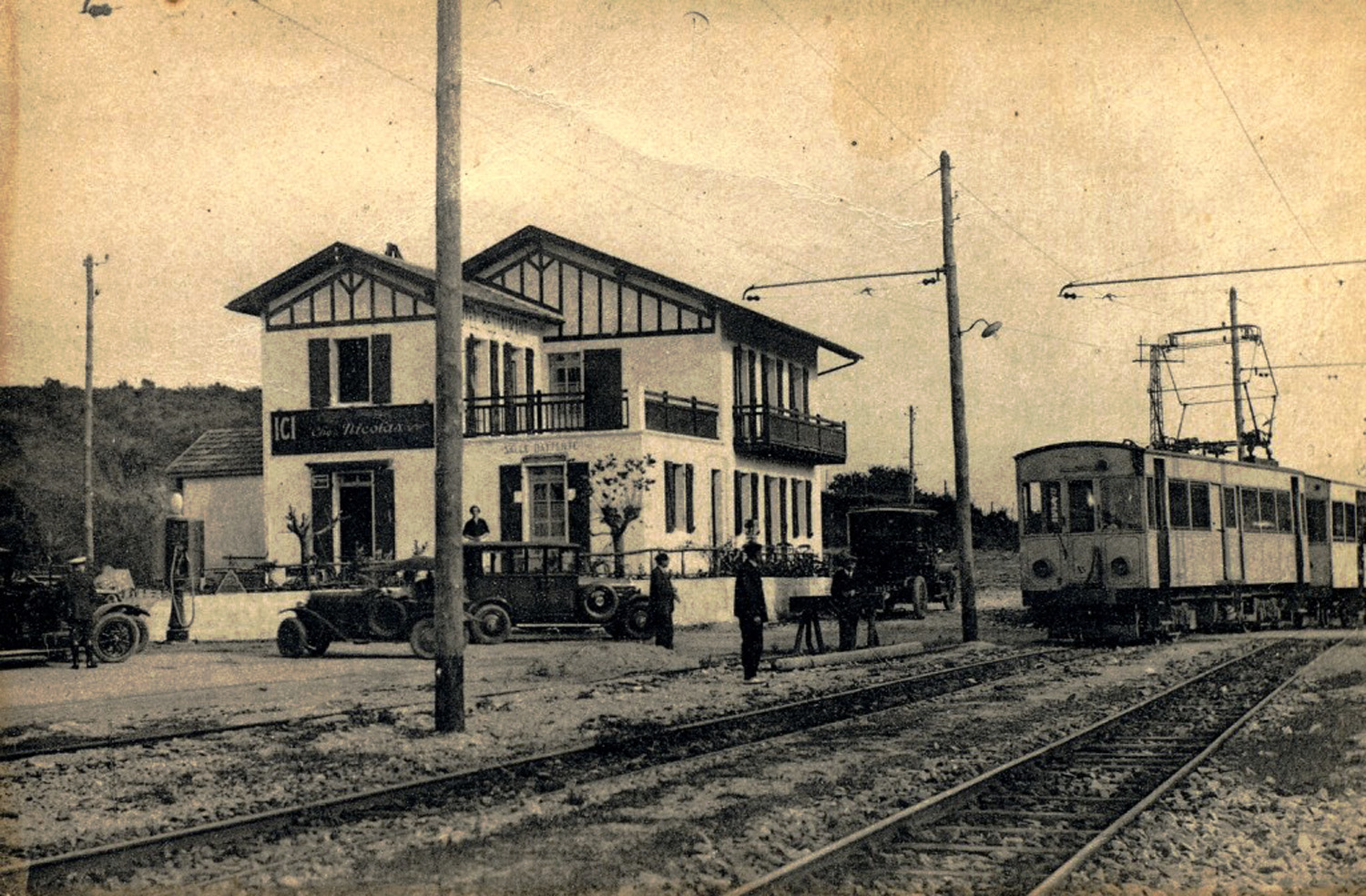
Foto från omkring 1930
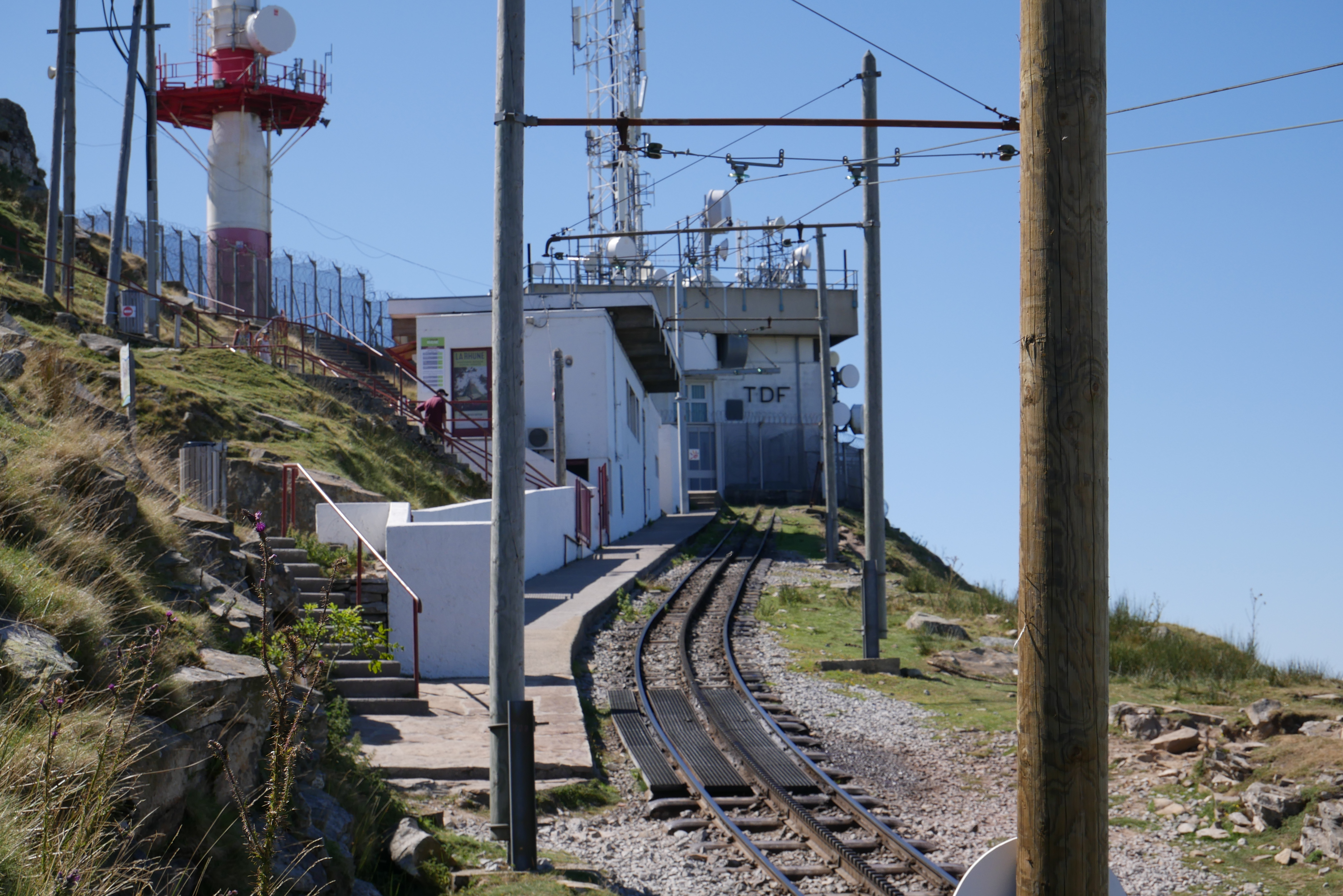
Toppstationen
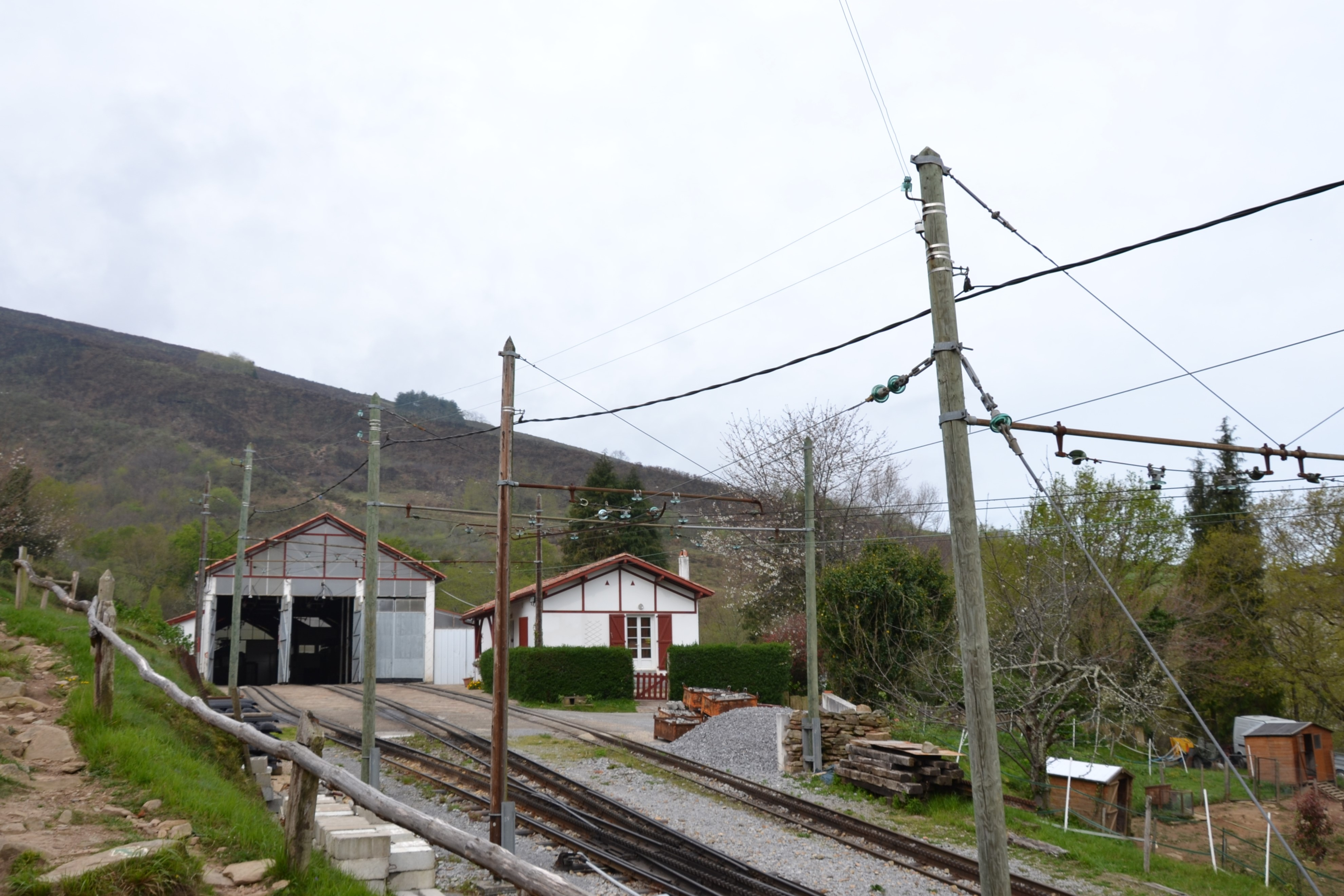
Tågdepån
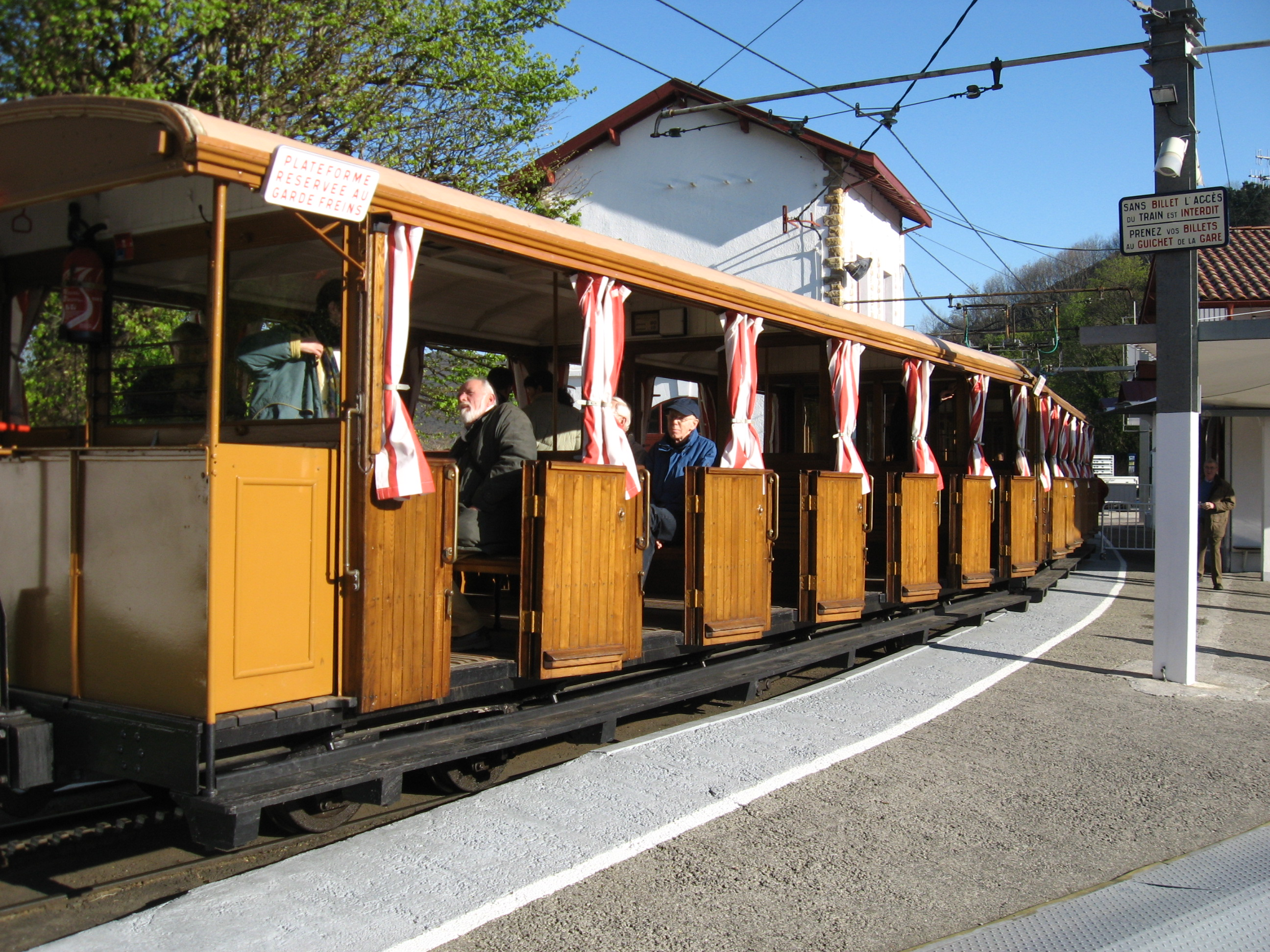
Passagerarvagn på dalstationen
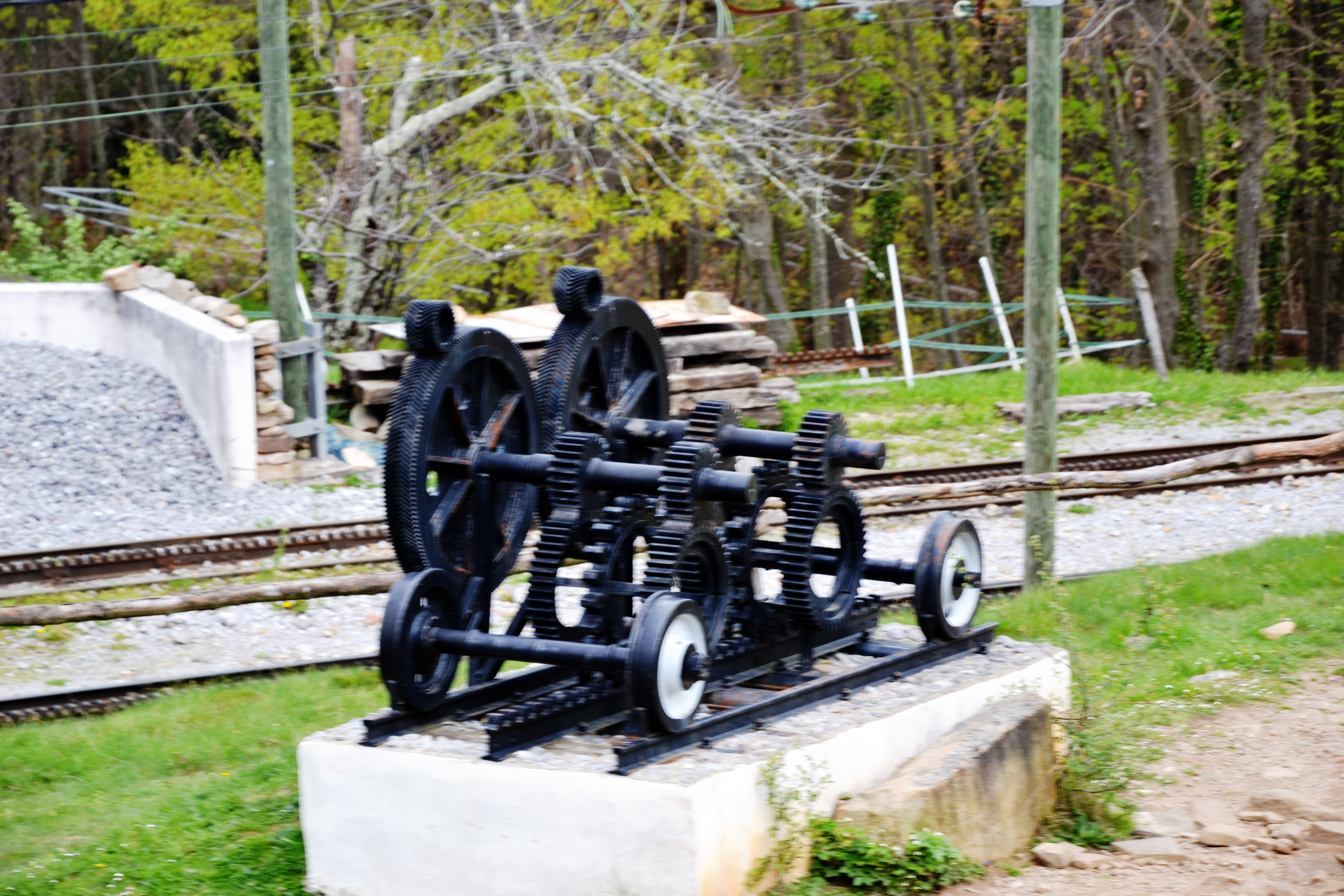
Drivmekanism och hjul
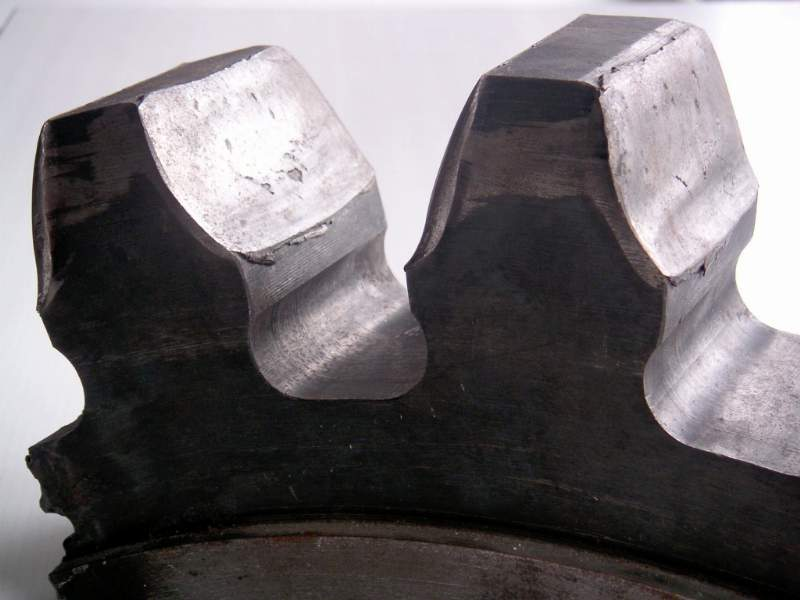
Detalj av kugghjul för kuggstång av Strub-typ